# Кевин Пиърс
Кевин Пиърс (на английски: Kevin Pearce) е бивш американски сноубордист.
Състезава се професионално от 2007 година като преди олимпийските игри във Ванкувър през 2010 е основен претендент в халфпайп дисциплината на Шон Уайт. Около месец преди олимпиадата по време на тренировъчна сесия в Парк Сити претърпява много лошо падане като удря главата си и получава черепно-мозъчна травма. Успява да се възстанови трудно, но травмата му го възпрепятства да се състезава отново.
Неговото съперничество с Шон Уайт, трагичното му падане, както и живота му след падането са екранизирани в документалния филм на HBO от 2013 година – The Crash Reel.
Живее в Карлсбад, Калифорния.